# Turchi (cognome)
Turchi è un cognome di lingua italiana.

## Varianti
Del Turco, Turcati, Turcato, Turcheschi, Turchet, Turchetta, Turchetti, Turchetto, Turchiaro, Turchini, Turchio, Turci, Turco, Turcone, Turconi.

## Origine e diffusione
Cognome tipicamente emiliano, toscano e marchigiano, è presente anche a Chieti e a Roma.
Potrebbe derivare dal prenome Turco, "di etnia turca", o dalla partecipazione del capostipite a una battaglia contro i Turchi.
In Italia conta circa 1994 presenze.
Le varianti Turcheschi e Turchini sono toscane; Turchio è siciliano; Turco è meridionale; Turcato è veneto; Turchetti è udinese, romagnolo, marchigiano, umbro e laziale; Turchetta è di Roma e Pontecorvo; Turconi è varesotto, comasco e milanese; Del Turco è romano, aquilano e fiorentino; Turchetto è padovano, veneziano e trevigiano; Turcone e Turcati sono estremamente rari.

## Persone
- Luigi Turchi (1925-2019) – giornalista e politico italiano
- Manuel Turchi (1981) – procuratore sportivo ed ex calciatore italiano
- Marino Turchi (1808-1890) – patriota, scienziato e filantropo italiano